# Plains All American Pipeline
Plains All American Pipeline (PAA) ist ein US-amerikanisches Mineralölunternehmen mit Sitz in Houston. Das Unternehmen ist auf Transport, Speicherung und den Verkauf von Erdöl und Erdgas spezialisiert. Die Aktien des Unternehmens werden an der New Yorker Börse gehandelt.

## Geschichte
Das Unternehmen wurde 1981 als Plains Resources gegründet und war damals vor allem im Bereich der Erkundung von Erdöl- und Erdgasvorkommen tätig. Anfang der 1990er-Jahre verlegte man sich auf die Speicherung und den Transport von Rohöl. 1998 erwarb Plains Resources All American Pipeline und ging an die Börse. Mit dem gewonnenen Kapital kaufte das neue Unternehmen zahlreiche Konkurrenten auf, darunter Scurlock Permian und Pacific Energy Partners. Außerdem erwarb PAAP Pipelines von Murphy Oil, der Shell Pipeline Company, British Petroleum und PAA/Vulcan Natural Gas Storage.

## Pipelines
Das Netz der Plains All American Pipeline verläuft von Alberta und Saskatchewan über Fort Laramie (Wyoming), Cushing (Oklahoma) und Midland (Texas) nach Houston und Corpus Christi. Ein weiterer Strang führt von St James (Louisiana) und Mobile (Alabam) nach Patoka (Illinois).